# Новогорносталево
Новогорносталево (рос. Новогорносталево) — село у Здвінському районі Новосибірської області Російської Федерації.
Входить до складу муніципального утворення Верх-Урюмська сільрада. Населення становить 4 особи (2010).

## Історія
Згідно із законом від 2 червня 2004 року органом місцевого самоврядування є Верх-Урюмська сільрада.

## Населення
| 1926 | 2002 | 2007 | 2010 |
| ---- | ---- | ---- | ---- |
| 1244 | ↘31  | ↘10  | ↘4   |